# Schloss Wolsfeld

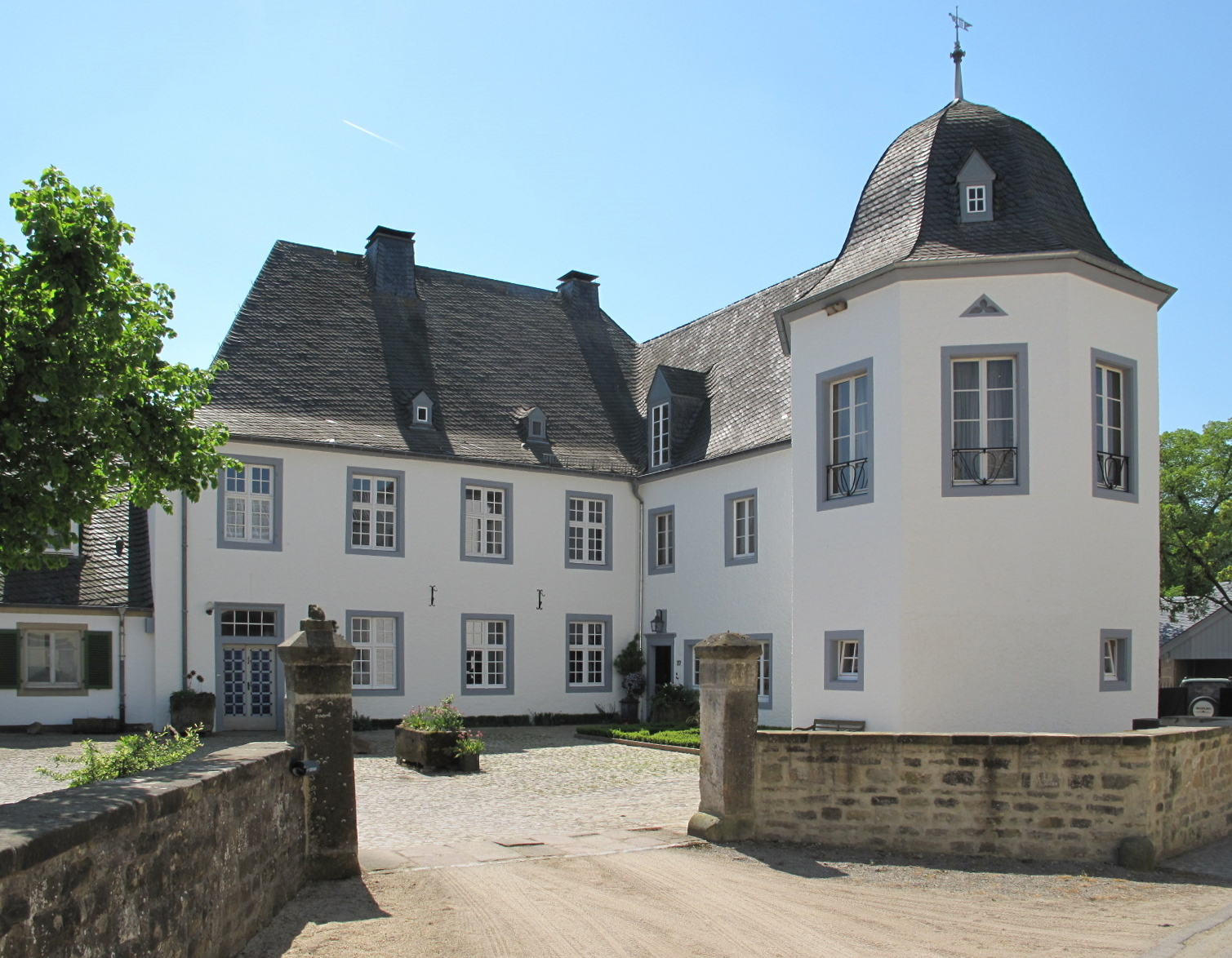
Schloss Wolsfeld (2011)

Schloss Wolsfeld, auch Burg Wolsfeld genannt, ist ein frühneuzeitliches Herrenhaus in der Gemeinde Wolsfeld im rheinland-pfälzischen Eifelkreis Bitburg-Prüm.

## Geschichte
Ungefähr 300 Meter von der ortsmittigen Wohnanlage (heutiges Schloss) entfernt, wurde, wahrscheinlich unter dem Ritter Wolf von Wolsfeld im 12. Jahrhundert, ein Wehrbau mit Bergfried und rundem Wassergraben errichtet. Diese Alte Burg bestand bis in das 19. Jahrhundert. Heute deutet nur noch ein Flurname auf ihre Existenz hin. 1425 übernahmen die Vogel von Weiler zum Turm die Herrschaft Wolsfeld und modernisierten den alten Herrenhof. Es entstand zunächst ein sechsachsiger Hauptbau, der wahrscheinlich mit einem hofseitigen Treppenturm versehen war. In den Urkunden wird das Gebäude fortan als Burghaus genannt. Das heutige Schloss wurde 1605 für die Herren Wilhelm Diedrich von Enschringen und Ernst Cob von Nüdingen im Stil der Spätrenaissance neu errichtet. Das Anwesen wird in den Urkunden fortan Schloss genannt. 1688 erwarb der kaiserliche Generalfeldwachtmeister Albert Franz Freiherr von Pallandt, verheiratet mit Maria Antonia Cäcilia von Alzinger, die Herrschaft Wolsfeld. 1799 vererbte Victoria Franziska Gräfin von Saintignon († 1798), Witwe des Johann Theodor Josef Freiherr von Pallandt, die Besitzung Alexandre Xavier de Saintignon. 1916 starb die Wolsfelder Linie der Saintignon aus und das Schloss sowie die Inneneinrichtung wurden versteigert.

## Bau
Aus dem Vorgängerbau des frühen 15. Jahrhunderts hat sich eine Stufe der ehemaligen Wendeltreppe erhalten, die im Rahmen der Renovierung 2007 freigelegt worden ist. Teile des Fußbodens aus dem 15. Jahrhundert, der sich 75 cm unter dem heutigen Niveau befindet, konnten anlässlich der der jüngsten Renovierung freigelegt werden. Im Erdgeschoss wurde ein Rundbogen-Kamin des 16. Jahrhunderts gefunden. Um 1605 verschwand der Treppenturm, der Hauptwohntrakt wurde erhöht und nach Osten um drei Achsen verlängert. Die Anlage bekam einen symmetrischen und rechteckigen Grundriss, mit Ost- und West-Flügel beidseitig eines Innenhofs. Sie wurde zur Straßenseite von einer hohen Mauer mit Eingangstor begrenzt. Kürzlich entdeckte Fragmente deuten auf einen monumentalen, skulptierten Renaissance-Kamin aus dieser Zeit hin. Um 1735 wurde er bei Umbauarbeiten abgebaut und als Baumaterial im Haus wiederverwendet. Die Schlossküche vom Beginn des 17. Jahrhunderts mit Feuerstelle, von zwei Säulen getragenem Rauchfang, Backofen, Potager (Kochnische), Wandnischen und Brunnen hat sich erhalten. Der Feuerbalken wurde durch eine dendrochronologische Untersuchung auf 1605 datiert. Zwei datierte Türstürze von 1631 und 1664 deuten auf weitere Umbauphasen hin.
Pallant baute das Haus schließlich zu einem barocken neunachsigen Baukörper um. Zwei repräsentative Kamine mit Wappen und Trophäen aus dieser Phase haben sich erhalten, ein dritter Kamin mit dem Wappen der späteren Besitzerfamilie Saintignon ging verloren. Der an die Küche angrenzende Salon mit stuckierter Decke und gemaltem Lambris erhielt eine barocke Takenanlage sowie eine Ofennische. Die Saintignon rissen im 19. Jahrhundert den Ostflügel mit Pferdestall ab, und der Westflügel (ehemaliges Kutschenhaus) wurde zum Stall umgebaut. 1906 wurde durch Carl von Saintignon auf der Gartenseite ein Turm mit Glockendach angefügt und damit die Haupttreppe von der Vorder- zur Gartenseite verlegt. Ein Wohnflügel mit turmartigem Achteckbau wurde um 1950 anstelle eines um 1900 erbauten Stalls errichtet. Die vier östlichen Fensterachsen wurden 1974 durch einen eingeschossigen Trakt ersetzt. Seit 2007 wird das Gebäude behutsam restauriert.